# Karditsa
Karditsa este un oraș în Grecia.